# Philippe Liotard
Pour les articles homonymes, voir Liotard.
 (novembre 2014).
Si vous disposez d'ouvrages ou d'articles de référence ou si vous connaissez des sites web de qualité traitant du thème abordé ici, merci de compléter l'article en donnant les références utiles à sa vérifiabilité et en les liant à la section « Notes et références ».
Philippe Liotard, né en 1963, est un sociologue, anthropologue de l'université Claude Bernard Lyon 1 depuis 2002, membre du Laboratoire sur les vulnérabilités et l'innovation dans le sport et chargé de  mission égalité-diversité au sein de cet établissement,.

## Biographie
Depuis Lyon, il lance la revue L'INqualifiable. Le numéro « moins que zéro » est sorti le 1er avril 2016.
Auparavant, il a enseigné dans les universités de Strasbourg et Montpellier. Il publie de nombreux articles sur le corps, le sport, l'éducation physique. Il a produit de multiples conférences sur les rapports entre les femmes et les hommes, l'éducation à la sexualité, les violences faites aux femmes et est intervenu en matière de prévention du dopage, des violences et des discriminations dans le sport (notamment en travaillant sur l'homophobie, les discriminations liées au genre ou les violences sexuelles et sexistes).
En dehors du monde universitaire, il est surtout connu pour ses contributions dans la revue Quasimodo dont il est un des fondateurs et à partir desquelles il a publié ou a donné des conférences, sur le bijou, le piercing, le tatouage et toutes les dimensions éthiques, culturelles ou politiques liées au corps.
Entre 2015 et 2018, il a participé au groupe PIND (Punk is Not Dead), groupe de recherche sur l'histoire du punk en France (1976-2016), financé par l'Agence Nationale de la Recherche. Dans ce groupe, il a réalisé une anthropologie du "corps punk".
Il appartient depuis 2019 au conseil scientifique de la DILCRAH.
En 2020, il est élu président de la Conférence Permanente des Chargé.e.s de Mission Égalité-Diversité (CPED). Il participe également au réseau VSS Formation, qui propose des formations sur les Violences Sexuelles et Sexistes, le Harcèlement et les Discriminations dans l'Enseignement Supérieur. 

## Principaux ouvrages et publications
- Le sport dans les sixties. Pratiques, valeurs, acteurs, Reims, Éditions et presses universitaires, 2016
- "Le corps du rock", dossier spécial de la revue Corps, n°13, 2015 (coordonné avec Luc Robène)
- Sport, genre et vulnérabilités au XXe siècle, Thierry Terret, Luc Robène, Pascal Charroin, Stéphane Héas, Philippe Liotard, Rennes, Presses Universitaires de Rennes, 2014.
- L’éducation du corps à l'école. Mouvements, normes et pédagogies (1881-2011), Cécile Ottogalli-Mazacavallo, Philippe Liotard, AFRAPS, 2012
- Sport et homosexualités, Philippe Liotard, Montpellier, Quasimodo et Fils, 2008.
- L’Éthique du sport en débat. Dopage, violence, spectacle, Philippe Liotard, Suzanne Laberge, Joël Monzée (dir.) Éthique publique, Montréal, Québec, numéro spécial, vol. 7, no 2, automne 2005.
- Excellence féminine et masculinité hégémonique, Philippe Liotard, Thierry Terret (dir.), Sport et Genre, Paris, L’Harmattan, 2005.
- Sport et virilisme, Frédéric Baillette, Philippe Liotard, Éditions Quasimodo et fils, Montpellier, 1999
- Compréhension et dénonciation du corps, Philippe Liotard, Education Physique et Loisir, AFRAPS juin 2000[20]
- Coordination du numéro 7 de la revue Quasimodo, Modifications corporelles, 2002.
- Coordination du numéro 3/4 de la revue Quasimodo, Nationalismes sportifs, 1997.

### Articles dans la revue Quasimodo
- Corps en kit, Le Poinçon, la lame et le feu : la chair ciselée, Sexe à la carte : de l’embellissement à l’effacement, L’Encre et le métal. Interview avec Ron Athey, no 7, (Modifications corporelles), 2002. ISSN 1279-8851
- Figures de l’altérité : le corps soupçonné, no 6, (Fictions de l’étranger), mai 2000.
- Bob Flanagan : Ça fait du bien là où ça fait mal, (Traduction de) Why ?, et avec Frédéric Baillette Résistances artistiques, no 5, (Art à contre-corps), Printemps 1998.
- (Alias Quasimodo)Cocoricoteries !, Le sport au secours des imaginaires nationaux, Entretien avec Daniel Denis : « La revanche des dominés. Le sport, allégorie des nations en mouvement », Entretien avec Sorin Antohi : « De l’État-nation à l’État-parti roumain. Le sport, instrument de conscience nationale », Éducation physique et imaginaire de décadence, no 3-4, (Nationalismes sportifs), printemps 1997.
- L’envol du hibou, no 2, janvier 1997.
- Questions pour des champions. Projet d’étude des symboliques sportives, no 1, octobre 1996.